# Beach Boys Concert
Beach Boys Concert är ett album av The Beach Boys som spelades in live den 1 augusti 1964 i Sacramento i Kalifornien och gavs ut 19 oktober samma år. Beach Boys Concert var gruppens första livealbum och deras sjunde album totalt. Det är producerat av Brian Wilson.
Albumet nådde Billboard-listans 1:a plats och låg kvar på listan i 62 veckor.

## Låtlista
1. "Fun, Fun, Fun" (Brian Wilson/Mike Love) - 2:26
2. "The Little Old Lady from Pasadena" (Don Altfeld/Jan Berry/Roger Christian) - 3:00
3. "Little Deuce Coupe" (Brian Wilson/Roger Christian) - 2:27
4. "Long, Tall Texan" (Henry Strezlecki) - 2:32
5. "In My Room" (Brian Wilson/Gary Usher) - 2:25
6. "Monster Mash" (Boris Pickett/Lenny Capizzi) - 2:27
7. "Let's Go Trippin'" (Dick Dale) - 2:34
8. "Papa-Oom-Mow-Mow" (Al Frazier/Carl White/Turner Wilson/Sonny Harris) - 2:18
9. "The Wanderer" (Ernest Maresca) - 2:00
10. "Hawaii" (Brian Wilson/Mike Love) - 1:51
11. "Graduation Day" (Joe Sherman/Noel Sherman) - 3:29
12. "I Get Around" (Brian Wilson/Mike Love) - 2:42
13. "Johnny B. Goode" (Chuck Berry) - 1:56

När skivbolaget Capitol Records återutgav Beach Boys-katalogen 1990 parades Beach Boys Concert ihop med albumet Live in London på en CD. Dessutom fanns nedanstående två bonusspår på skivan (varav det första är inspelat vid samma tillfälle som spår 1-13):
1. "Don't Worry Baby" (Brian Wilson/Roger Christian)
2. "Heroes & Villains" (Brian Wilson/Van Dyke Parks)